# Илиян Киряков
Илиян Иванов Киряков е български футболист, защитник. Роден е на 4 август 1967 г. в село Лесичери, Великотърновско.

## Кариера
Играл е за Етър, ЦСКА, Академик (Свищов), Чумерна, ЦеСеКа (Лесичери), Росица (Поликраище), испанските Депортиво Ла Коруня и Лерида, Анортозис (Кипър) и шотландските Абърдийн, Еърдриониънс и Райт Роувърс. От есента на 2006 г. играе за Янтра 2002 (Драганово). В А група има 168 мача и 15 гола. Шампион на България, носител на Купата на БФС и полуфиналист за купата на страната през 1991 с Етър, бронзов медалист през 1989 и 1990, трето място за купата на страната през 1986 г. С Ла Коруня е бронзов медалист през 1993 г. С Абърдийн е бронзов медалист през 1996 и финалист за Купата на Шотландия през 2000 г. За националния отбор на България дебютира на 21 януари 1988 г. срещу Катар (2:3 в Доха), има 57 мача и 1 гол с ръка. Участва на СП-1994 в САЩ, където става бронзов медалист (играе в 6 мача) и на ЕП-1996 в Англия (в 1 мач). Енергичен и сърцат играч, който се раздава на терена и извън него, изключително работоспособен. Президент на Етър 1924 през 2003 г.

## Статистика по сезони
- Етър – 1984/пр. - А група, 2 мача/0 гола
- Етър – 1984/85 – А група, 15/0
- Етър – 1985/86 – А група, 18/1
- Етър – 1986/87 – А група, 19/1
- Етър – 1987/88 – А група, 20/1
- Етър – 1988/89 – А група, 30/4
- Етър – 1989/90 – А група, 30/2
- Етър – 1990/91 – А група, 30/8
- Депортиво Ла Коруня – 1991/92 – Примера Дивисион, 36/3
- Депортиво Ла Коруня – 1992/93 – Примера Дивисион, 3/0
- Mерида – 1993/94 – Примера Дивисион, 16/0
- Етър – 1994/ес. - А група, 8/3
- ЦСКА – 1994/95 – А група, 18/0
- Анортозис – 1995/96 – Дивизия А, 19/6
- Абърдийн – 1996/пр. - Шотландска Висша Лига, 4/0
- Абърдийн – 1996/97 – Шотландска Висша Лига, 27/1
- Абърдийн – 1997/98 – Шотландска Висша Лига, 15/0
- Абърдийн – 1998/99 – Шотландска Висша Лига, 23/1
- Абърдийн – 1999/00 – Шотландска Висша Лига, 8/0
- Еърдриониънс – 2000/ес. - Шотландска Първа Дивизия, 6/0
- Райт Роувърс – 2001/пр. - Шотландска Първа Дивизия, 17/1
- Академик (Св) – 2001/ес. - Б група, 12/0
- Етър – 2002/03 – В група, 28/5
- Чумерна – 2004/пр. - В група, 15/2
- ЦеСеКа (Лесичери) – 2004/05 – А ОФГ, 31/8
- Росица (Поликраище) – 2005/06 – А ОФГ, 24/5
- Янтра 2002 – 2006/07 – А ОФГ, 17/6